# Хортон высиживает яйцо
«Хортон высиживает яйцо» (англ. Horton Hatches the Egg) — детская сказка, написанная и проиллюстрированная Доктором Сьюзом, вышедшая в 1940 году в издательстве Random House.
Это первая книга Доктора Сьюза, в которой присутствует персонаж Хортон. Спустя 14 лет Хортон снова появляется в книге «Хортон слышит ктошек!».

## Сюжет
Мэйзи, ленивая и безответственная птица, уговаривает слона Хортона повысиживать её яйцо, а сама улетает в «отпуск», который превращается в её постоянное переселение.
Хортон начинает высиживать яйцо и подвергается насмешкам своих друзей, Хортон старается не обращать на них внимания и продолжает высиживать яйцо. Однако, несмотря на все его старания, Мэйзи не возвращается, но Хортон отказывается покидать гнездо, потому что он должен сдержать своё обещание. Его обнаруживают охотники и увозят в город вместе с гнездом, зарабатывая на нём деньги.
Тем временем Мэйзи проводит отпуск на Юге. Прилетев в другой город спустя 51 недель она всё же возвращается, посещает цирк и требует вернуть ей яйцо, не предлагая ему никакой награды. Однако, когда яйцо вылупляется, существо, которое появляется, является «слоновей птицей», смесью между Хортоном и Мэйзи, а Хортон и младенец счастливо возвращаются в джунгли, где Хортона вознаграждают за его настойчивость, в то время как Мэйзи была наказана за её лень.

## Публикация и отзывы
«Хортон высиживает яйцо» была выпущена издательством Random House осенью 1940 года для немедленного успеха. Она получил в основном положительные отзывы от критиков. «Kirkus Reviews» назвал книгу «чистой чепухой, но весёлой». Критик из «The New York Times Book Review» писал: «Мораль — это новое дело для книг доктора Сьюза, но это не сильно мешает веселью, с которым он жонглирует слоном по дереву. Взрослый рассказ кажется немного вынужденным по сравнению с его первой большой нитью, менее неизбежной в её ерунде, но ни молодые, ни старые не собираются спорить с фантастической комедией своих картин».
Книга также нашла ранний успех с покупателями книг и широкой публикой. Она продалась в 6,000-и экземпляров в первый год и 1,600 во втором. Фрэнсис Кристири, несовершеннолетний покупатель FAO Schwarz, написал на Bennett Cerf издателю Гейселя: «Я сидел один в одиночестве, моя семья читала „Хортона“ вслух себе снова и снова … Это самая смешная книга, которую я когда-либо видел … Наш менеджер по товарам думает, что он может найти слона в магазине, мы можем сделать дерево и заложить яйцо и иметь очень прекрасное окно для Книжной недели». Мэри Стикс из Книжного магазина Джеймса в Цинциннати, штат Огайо, отметила популярность книги как для взрослых, так и для детей. Многочисленные книготорговцы пригласили Гейзеля провести автографы в своих магазинах, и Серф отправил его в тур по нескольким городам США, чтобы продвинуть книгу. Тем не менее, книга была менее хорошо принята в Англии, где она была отклонена семью издателями до того, как Hamish Hamilton окончательно опубликовала её до скромного успеха к 1947 году. Это отразило общую тенденцию, поскольку книги доктора Сьюза были медленно продоваемыми в Англии.
«Хо́ртон вы́сиживает яйцо́» остался популярным в Соединённых Штатах. В 2001 году «Издательский еженедельник» сообщил, что книга была продана в 987 996 копиях, поставила её на 138 место в списке самых популярных книг для детей всех времён. Она была включена в «Six by Seuss: A Treasury of Dr. Seuss Classics», который был основным выбором для Book of of the Month Club в июне 1991 года. В 1992 году, менее чем через год после смерти Гейзеля , Воззвание Хортона было включено в 16-е издание «Знакомые предложения Бартлетта». В 2007 году Национальная образовательная ассоциация поставила её в топ «Лучших 100 книг для детей» Учителей ", основанный на онлайн-опросе.

## Анализ
«Хортон высиживает яйцо» была использована в дискуссиях по широкому кругу, включая экономику, христианство, феминизм и усыновление. Джеймс У. Кемп, сравнил Хортона с ранними христианами, которые адресованы Петром первым. Как и ранние христиане, Хортон сталкивается с преследованиями и насмешками над своими действиями, но Хортон верил в свою миссию и был вознаграждён, о чём и свидетельствует птица-слон, которая появляется в конце книги (в продолжениях к сожалению не мелькает).
Элисон Лурье, в статье 1990 года о докторе Сьюзе с феминистской точки зрения, критиковала «Хортон высиживает яйцо», как заявление о правах плода и его негативное отношение к Мэйзи. Лурье указывал на почти полное отсутствие сильных женских протагонистов в книгах доктора Сьюза и утверждал, что Мэйзи, которая, очевидно, является антагонистом и изображена ленивой и безответственной, является «самым незабываемым женским персонажем в полном творчестве доктора Сьюза».
Джилл Динс в статье 2000 года использовала книгу в обсуждении вопроса об усыновлении, суррогатном материнстве и, в частности, пожертвование эмбрионов. Она отметила, что это «классический рассказ о суррогатном материнстве» и что он «пробуждает тонкости дебатов» «природы». Она утверждает, что книга благодарит усыновителей и воспитателей, как Хортон, но наказывает матерей, как Мэйзи. Оба декана и Филипп Нель указывают на реальные последствия книги для Гейзеля и его жены. Динс нарисовал связь между птицей-слоном в «Хортоне» и инфантографом, неудавшимся изобретением, созданным Гейзелем, которое объединило две фотографии и предназначалось для того, чтобы дать парам представление о том, как выглядят их дети. Между тем Нель связал книгу с рассказом «Матильда Слон». Отметив, что Гейсель не может иметь детей, Нел утверждал, что «Матильда» и, в дополнение, «Хортон», возможно, были проявлением стремления Гейзеля к детям.
Ричард Фримен, написав в 2011 году о современной экономической ситуации в Соединённых Штатах, назвал «Хортон высиживает яйцо» рассказом о инвестициях. Фримен утверждал, что «экономический рост требует долгосрочных инвестиций», как это было сделано и Хортоном, сидящим на яйце, и что «доверие важно в хорошо функционирующей экономике».

## Экранизации
- Книга была адаптирована в короткометражном мультфильме студии Warner Bros. (ранее называлась Leon Schlesinger Productions) и была выпущена в 1942 году в качестве одной из серий мультсериала Весёлые мелодии[13].
- В 1966 году в СССР Союзмультфильм сняла и выпустила кукольный мультипликационный фильм Я жду птенца на основе книги[14], это был первый самостоятельный фильм режиссёра Николая Серебрякова[15].
- Сюжет бродвейского мюзикла 2000 года Seussical, пересказал ряды книги доктора Сьюза, сильно заимствованы из обеих книг «Хортона»[16].